# دانيال بيلاند
دانيال بيلاند هو عالم اجتماع كندي، ولد في 31 أغسطس 1971.